# 중국인민지원군

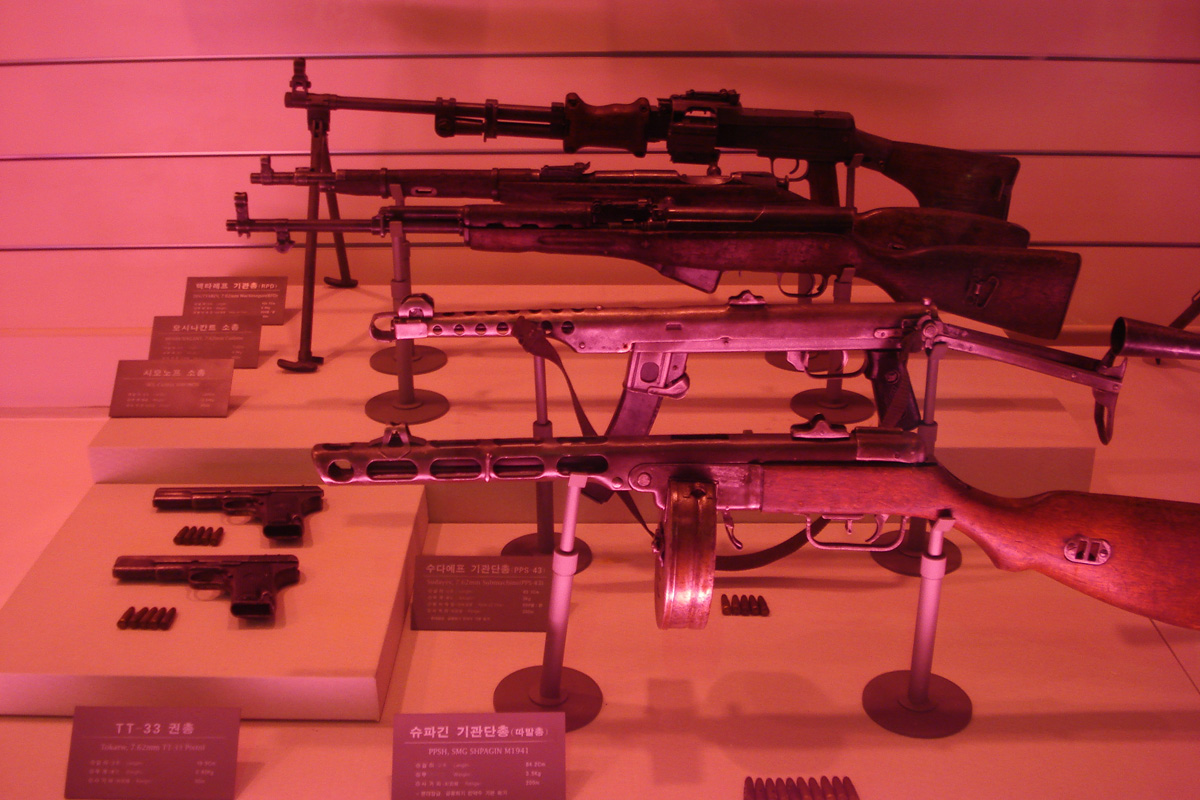
대한민국 서울의 전쟁기념관에 전시된 중국인민지원군의 무기들

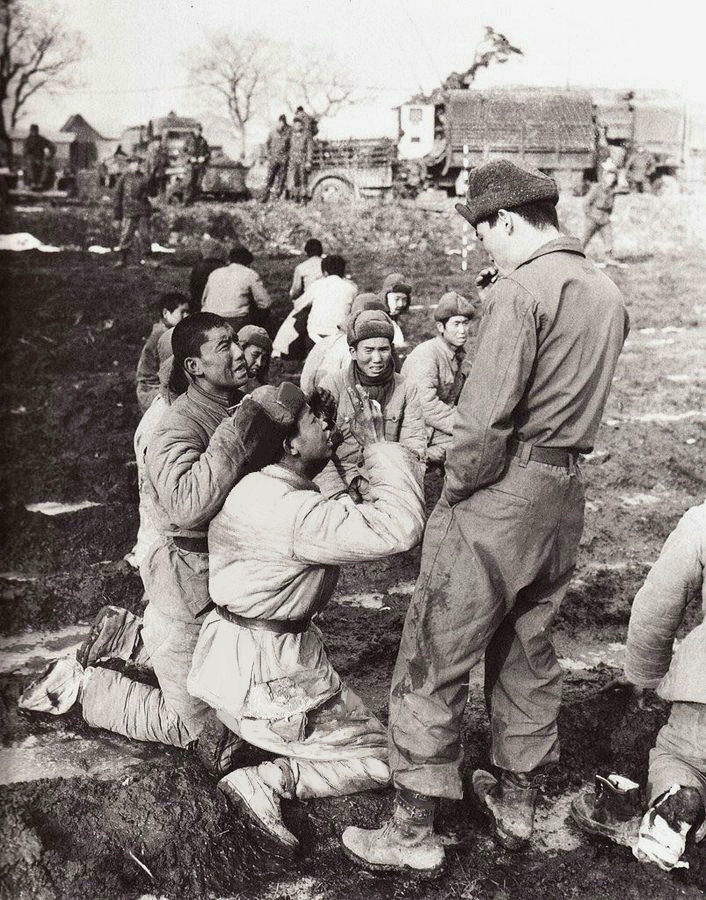
파로호 전투후 한국군에 생포된 중공군 포로들

중국인민지원군(中國人民志願軍, 중국어 간체자: 中国人民志愿军, 병음: Zhōngguó Rénmín Zhìyuàn Jūn 중궈런민즈위안쥔[*], 영어: People's Volunteer Army, PVA)는 6.25 전쟁에 참전하여 조선민주주의인민공화국을 지원한 중화인민공화국의 군대다. 대한민국에서는 중국공산당의 군대라는 의미로 중공군(中共軍)이라고 표기하지만, 당시 신생 공산 국가였던 중화인민공화국이 유엔사령부와 공식적인 전쟁을 한다는 인상을 피하기 위해 중화인민공화국의 정규군인 중국 인민해방군과는 다른 직제와 편제를 가졌다. 공식적으로는 모두 "지원병"인 것처럼 꾸몄으나 사실상 만주에 주둔했던 인민해방군의 제4야전군이 이름만 바꾸어 참전하였다. 총 37개 군대, 113개 사단이 참전했다.

## 개요

### 배경
1950년 6월 25일 새벽 3시30분 6.25 전쟁이 발발하고 계속 밀리던 한국군은 미군을 중심으로 한 국제 연합군이 참전하고 인천 상륙 작전으로 전세를 역전시켜 서울을 수복하였다. 중화인민공화국은 불법으로 한반도 정세에 개입하여 38선을 넘으면 군대를 북한에 보낸다고 경고하였으나 연합군 총사령관 더글러스 맥아더 사령관은 대한민국의 통일을 위해, 계속 북상하여 평양을 점령하고 압록강 근처 중국 국경에까지 이르게 되었다. 그때 미군이 압록강에 폭탄을 투하하면서 많은 공산당 사상자가 나오게 된다. 그때 마침 조선민주주의인민공화국의 김일성은 강계시를 임시 수도로 정하고 비굴하게 중화인민공화국에게 지원을 요청하였다.  더글러스 맥아더 등 몇몇 서방 인물들은 전세를 중국과 만주까지 확전하여야 한다고 주장하였으나 트루먼 미국 대통령은 소련 참전의 빌미를 준다고 생각하여 동의하지 않았다.

### 중화인민공화국의 결정
중화인민공화국은 펑더화이를 총사령관으로 하는 중국인민지원군을 결성하여 1950년 10월 19일부터 1차로 26만 명의 병력으로 압록강을 건너 한국 전쟁에 개입하였다. 최초의 전투 개시일은 10월 25일이며 중화인민공화국은 이 날을 중국인민지원군의 날로 기념한다.

### 주요 전투
국공 내전에서 사용했던 과감한 우회와 매복, 그리고 결정적인 순간에는 수많은 인명피해를 무릅쓴 소위 "인해전술"를 사용하였다. 그리하여 국제 연합군이 승리감에 도취되어 경계를 소홀히 하며 전진할 때 조선민주주의인민공화국의 깊은 산악 지대에서 매복하고 있다가 결정적인 순간에 전력을 집중시켜 국제 연합군을 격파하고 남하하였다(장진호 전투 참조). 특히 인민지원군은 상대방의 약한 고리를 먼저 치는 고전적이면서도 확실한 전법을 선호했기 때문에 일반적으로 미군보다 실력이 부족한 대한민국 국군이 주된 공세의 대상이었고 그리하여 그들에게 군기를 노획당한 한국군 사단도 있다.

### 1.4후퇴
다시 전선을 남쪽으로 돌려 1950년 12월 6일에 평양을, 1951년 1월 4일에는 서울을 재점령(1·4 후퇴)하기도 하였지만 서울의 실제 점령은 실패로 돌아갔고, 다시 전선은 38선 근방에서 교착되었다. 전선이 교착되자 중국인민지원군 총사령관 펑더화이는 1952년 다시 중화인민공화국으로 돌아갔다.

### 교착
이후 한국전쟁은 전선부근에서만 밀고 밀리는 교착상태가 지속되었고 결국 휴전협상이 시작되었다. 중국인민지원군은 조선인민군과 함께 공산군측의 대표로 휴전회담의 한 당사자로 참석했다. 한국전쟁에 참전한 중국인민지원군의 총 숫자는 정확하게 파악하지 못하고 있지만 대략 연인원 60만 명이상에 달할 것으로 추정한다. 중화인민공화국 측이 밝힌 공식 사상자는 152,000여 명이며 그 중에는 당시 중국 공산당 최고권력자인 마오쩌둥주석의 아들 마오안잉(毛岸英)도 포함되어 있다. 마오안잉은 마오쩌둥 주석의 장남으로 28살의 나이로 인민지원군에 지원하여 1950년 11월 25일 평안남도에서 미군의 공습으로 전사하였고 그의 유해는 평양에 묻혔다고 전한다.

### 철수
1953년 7월 27일, 한국전쟁의 휴전이 성립된 후 중국인민지원군은 조선민주주의인민공화국에 계속 주둔하였다. 공동경비구역의 경비를 일부 맡거나 전후 복구 사업을 도왔다. 1958년 10월 완전히 철수했다.

## 같이 보기
- 한국 전쟁
- 냉전